# Kurt Klay
Kurt Klay (* 17. Juni 1914 in Börßum, Landkreis Wolfenbüttel; † 3. April 1991 in Salzgitter) war ein deutscher Politiker (SPD) und Mitglied des Niedersächsischen Landtages.

## Leben
Klay besuchte die Oberrealschule in Wolfenbüttel und legte im Jahr 1933 sein Abitur ab. An der Technischen Universität Braunschweig begann er sein Studium der Erziehungswissenschaften und legte im Februar 1936 seine erste Lehrerprüfung ab. Erst im Jahr 1940 folgte die zweite Lehrerprüfung, da Klay vom 3. November 1936 bis 25. Oktober 1938 seinen Wehrdienst bei der Flakartillerie absolvierte. Bis 1939 hatte Klay eine Lehrtätigkeit inne, die er beendete, da er seinen Wehrdienst bis zum Kriegsende leistete (zuletzt Oberleutnant). Nach Ende des Zweiten Weltkrieges geriet er in Gefangenschaft und wurde im November 1945 aus der Gefangenschaft entlassen. Im Januar 1946 begann er eine Tätigkeit im Schuldienst erneut. Seit 1953 war Klay als Schulleiter in Lutter am Barenberge beschäftigt und wurde 1960 zum Rektor. Er war Mitglied der Gewerkschaft Erziehung und Wissenschaft und wurde zudem Mitglied der Arbeiterwohlfahrt. 
Klay war Mitglied im Stahlhelm. Vom 25. Mai bis 1. Dezember 1933 war er kurzfristig Mitglied in der SA. Vom 24. Februar 1934 bis 15. Juni 1939 war er in der Hitlerjugend (HJ) zunächst Kameradschaftsführer, dann Schar- und Gefolgschaftsführer. Vom 25. Mai 1933 bis 28. Februar 1936 war er im NSD-Studentenbund, vom 1. Dezember 1938 bis 15. August 1939 in der NSV und vom 1. Mai 1933 bis 15. August 1939 im NS-Lehrerbund. Am 9. Juni 1940 beantragte er die Aufnahme in die NSDAP und wurde zum 1. Juli desselben Jahres aufgenommen (Mitgliedsnummer 8.942.971).
Vom Entnazifizierungs-Hauptausschuss Hildesheim-Marienburg wurde Klay am 10. Februar 1949 als „Mitläufer“ in Kategorie IV eingestuft. Im Revisionsverfahren wurde er am 1. Juli 1949 in Kategorie V als „Entlastet“ entnazifiziert.
Klay war Mitglied in der Gewerkschaft Erziehung und Wissenschaft und in der Arbeiterwohlfahrt. Im Jahr 1948 wurde er Mitglied der SPD. Er wurde Mitglied des Beirates für Sport des SPD-Bezirks Braunschweig sowie des SPD-Landesausschusses. Seit 1948 war er Vorsitzender des Deutschen Roten Kreuzes (DRK) in Lutter. Ab 1950 war er als Mitglied des Vorstands im Niedersächsischen Fußballverband im Kreis Gandersheim tätig.

## Öffentliche Ämter
Im Jahr 1956 wurde er zum Bürgermeister des Fleckens Lutter am Barenberge gewählt. Seit 1964 war er Bürgermeister der damaligen Samtgemeinde Lutter am Barenberge. Im Jahr 1960 zog er als Abgeordneter in den  Kreistages des Landkreises Gandersheim ein. Ab 1977 war er Mitglied des Kreistages des Landkreises Goslar. Klay wurde in der achten und neunten Wahlperiode zum Mitglied des Niedersächsischen Landtages vom 21. Juni 1974 bis zum 20. Juni 1982 gewählt.

## Ehrungen
Klay ist Inhaber des Ehrenzeichens des DRK.